# Daro Lebu
Daro Lebu (ou Darolebu) est un des 180 woredas de la région Oromia, en Éthiopie.
Le woreda a 198 095 habitants en 2007.

## Géographie
Situé dans la zone Mirab Hararghe (Ouest Hararghe) de la région Oromia, le woreda est bordé à l'ouest par la zone Arsi. Jusqu'au début des années 2010[à vérifier], il est bordé au sud par le Chébéli qui le sépare de Lege Hida dans la zone Bale. Une carte de 2015 montre cependant que la partie Sud du woreda est désormais un woreda autonome appelé Hawi Gudina.
| Anchar (en)     |             | Habro |
| Gololcha (Arsi) | Daro Lebu   | Boke  |
|                 | Hawi Gudina |       |

Les agglomérations principales, Mechara et Micheta se trouvent au nord-ouest du woreda sur la route venant de Gelemso et se prolongeant vers Chancho dans la zone Arsi. Elles se trouvent à 1 796 et 1 845 m d'altitude environ,.
À proximité de Mechara, les grottes Aynage, Achere et Rukiessa, découvertes en 1996 par une expédition de l'université de Huddersfield, sont connues pour leurs stalagmites considérées comme une importante source d'information pour la  reconstitution du paléo-climat de la région qui est mal connu.

## Histoire
Daro Lebu fait partie des woredas choisis en 2006, par le ministère de l'Agrigulture et du Développement rural du gouvernement éthiopien, comme lieux de réinstallation de foyers ruraux venant de zones surpeuplées[réf. souhaitée].

## Démographie
D'après le recensement national de 2007 réalisé par l'Agence centrale de statistique d'Éthiopie, le woreda compte 198 095 habitants et 8,5% de la population est urbaine.
La population urbaine comprend 9 245 habitants à Mechara et 7 617 habitants à Micheta.
La plupart des habitants (94,2%) sont musulmans et 5,2% sont orthodoxes.
Avec une superficie de 4 388,91 km2[réf. souhaitée], le woreda a en 2007 une densité de population de 45 personnes par km2 ce qui est inférieur à la moyenne de la zone.
En 2020, la population est estimée (par projection des taux de 2007) à 263 616 personnes.